# Дванадцятичленна формула буття
 Дванадцятичленна формула буття  або 12 нідан —  схема дії концепції причинності (пратітья самутпада) у буддизмі. Вчення Будди (будда-дгарма) проголошує, що життя повне страждання, страждання зумовлене народженням, народження — прагненням до життя, прагнення до життя — прив'язанністю розуму до речей, прив'язаність — бажаннями (жадобою), жадоба — чуттєвими сприйняттями, чуттєві сприйняття — відчуттями, відчуття — шістьма органами пізнання (5 органами чуття і розумом), шість органів пізнання — зародковим періодом розвитку організму, зародок не може виникнути без початкової свідомості, початкова свідомість зумовлена враженнями попереднього життя, враження попереднього життя — незнанням істини. Так виникає зачароване коло.   
На початку цієї схеми-ланцюжка розташоване невідання (авідья), яке також часто називають «коренем сансари». Ланки ланцюга пов'язані між собою за допомогою карми  — закону причинно-наслідкового зв'язку. Традиційно вважається, що цей закон сформулював сам Будда. 
Ця схема є замкненою та утворює «порочне коло», внаслідок чого авідья не є «абсолютним початком або першопричиною сансари». Авідья розташована нарівні з усіма іншими елементами ланцюжка і є як їхнім наслідком, так і їхньою причиною. Авідья вважається кореневою причиною лише в переносному сенсі.

## Ланки зачарованого кола
Дванадцятичленна формула буття включає в себе такі ланки:
1. Невідання (палі. avijjā IAST, санскр. अविद्य, тиб. марігпа, кит.: 無 明 у-хв  —авідья) відносно своєї істинної природи та істинної природи навколишніх речей, незнання Чотирьох благородних істин та егоцентризм. Невідання є причиною:
2. Факторів що формують (палі. sankhārā IAST, санскр. संस्कार, тиб. дхудже, кит.: 行 сін  —самскара), що складаються з кармічних факторів минулих життів та кармічних факторів що утворюються. Ці фактори визначають:
3. Віджняну (палі. viññāṇa IAST, санскр. विज्ञान, тиб. намше, кит.: 識 ши)  — розрізнення «сигналів від різних чуттєвих аналізаторів (індрій) », а також в більш близькому контексті «індивідуальна свідомість що перероджується » з насінням прагнень у вигляді кармічних звичних тенденцій. Свідомість «спускається» в черево матері, де відбувається формування:
4. Нама-рупи (палі. nāmarūpa IAST, санскр. नामरूप, тиб. мінгчжук, кит.: 名 色 хв-се) або п'яти скандг, що утворюють особистість. Нама-рупа діє на:
5. Шість сфер пізнання (палі. saḷāyatana IAST, санскр. षडायतन, тиб. к'єче друк, кит.: 六 入 лю-жу  —шад-аятана)  — сфери «видимого зором, чутного на слух, відчутного на дотик, такого що розрізняється на нюх, відчутного на смак і такого що сприймається розумом (манасом) ». Завдяки сферам виникає:
6. Контакт (палі. phassa IAST, санскр. स्पर्श, тиб. рекпа, кит.: 觸 чу  —спарша) сфер з відчуттями (сфери видимого із зором, сфери чутного зі слухом, сфери відчутного з дотиком, сфери розрізнення на нюх з нюхом, сфери відчутного на смак зі смаком, сфери такого що сприймається розумом з манасом). Контакт є причиною виникнення:
7. Приємних, неприємних та нейтральних відчуттів (палі. vedanā IAST, санскр. वेदना, тиб. цорва, кит.: 受 шоу  —ведана). Внаслідок чого виникає:
8. Жага (палі. taṇha IAST, санскр. तृष्णा, тиб. сепа, кит.: 愛 ай  —трішна) або бажання , яке неминуче перетворюється на:
9. Привласнення (прив'язаність)  (палі. upādāna IAST, санскр. उपादान, тиб. ленпа, кит.: 取 цу  —упадана) або спробу втримання «об'єктів почуттів та думок». Привласнення є основним елементом ланцюга з точки зору можливості зруйнувати схему. Якщо людина за допомогою своєї волі і правильного мислення припиняє привласнення, то закінчується процес формування:
10. Становлення (існування)  (палі. bhava IAST, санскр. भव, тиб. сипа, кит.: 有 йоу  —бгава) або «можливості переродження в одній з трьох сфер» (лока), що виникає в новому народженні. Народження також пов'язане з проявом віджняни, нама-рупи та шести сфер пізнання. Народження призводить до:
11. Старості (палі. jarā IAST  —джара), яка призводить до:
12. Смерті (палі. maraṇa IAST  —марана).

В іншій класифікації одинадцятою ланкою є народження, а дванадцятою — старіння та смерть. 
У формулі існує не лише послідовний вплив елементів один на одного, а й більш складний круговий вплив. Наприклад, віджняна виникає в схемі три рази: на третій ланці, на четвертій як одна зі скандх і на п'ятій, де в буддійській традиції шести сферам ставлять у відповідність шість віджнян. 
Д. Люстхаус припускав, що Шак'ямуні сформулював схему у зворотному порядку, почавши з питання «Чому існує смерть?» і дійшовши таким чином до невідання. 
Вважається, що перед пробудженням Будда вивчав всі ланки ланцюга для того, щоб побачити «слабку ланку», знищивши яку можна досягти звільнення. Будда вказував, що неможливо змінити минуле та перші дві ланки разом з ним, а також неможливо змінити пов'язані з цими ланками чинники віджняни, нама-рупи, контакту, шести сфер і відчуттів. Але взаємодія спраги та привласнення піддається зміні. У частині шкіл вважається, що для припинення цієї зв'язки Шак'ямуні створив практику пам'ятання смріті. У низці текстів на місце «слабкої ланки» претендували також деякі інші чинники, зокрема, бажання.